# La lección de música interrumpida
La lección de música interrumpida es una pintura al óleo sobre lienzo de 39,3 cm  x 44,4 cm pintado en 1660 por el pintor neerlandés Johannes Vermeer.  
Subastado por primera vez en Ámsterdam en 1810, ahora forma parte de la Colección Frick en Nueva York. 

## Descripción
La pintura está en mal estado, lo que sin duda dificulta su estudio en profundidad. Queda de manifiesto en todo caso, la similitud y la estética aparentemente cercana con otras dos obras del mismo autor, Dama con dos caballeros (Muchacha con copa de vino) y Dama bebiendo con un caballero que tienen el mismo estilo y sistema de arquitectura. 
Se representa una habitación señorial con una ventana, una mesa y un cuadro enmarcado, de uso también en los cuadros anteriores, así como la imagen falsa, en muchas otras obras de Vermeer. 
En primer término hay una chica sentada leyendo una partitura musical, mientras que un caballero se acerca a ella. Hay que recordar que la música, a menudo el tema de las escenas domésticas pintadas por Vermeer, fue en el siglo XVII, alegoría y símbolo del cortejo. Este hecho se marca con el cuadro de la pared donde se ve un Cupido con un brazo levantado. Este modelo fue tomado de un libro popular en su momento (publicado en 1608) y simboliza la fidelidad de una pareja. Como tal, también está representado en el fondo de otro lienzo de Vermeer: Dama al virginal.

## Galería

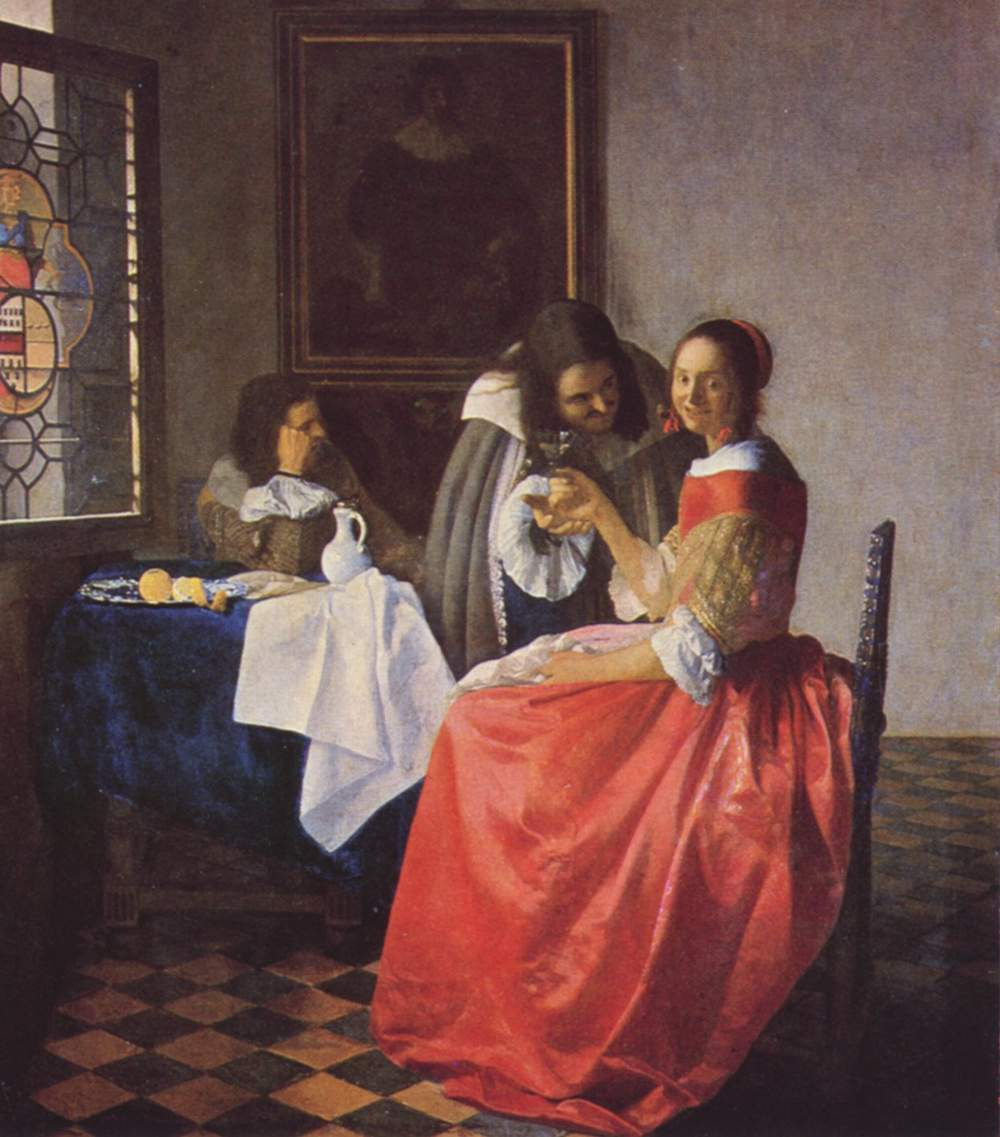
Dama con dos caballeros, 1659.
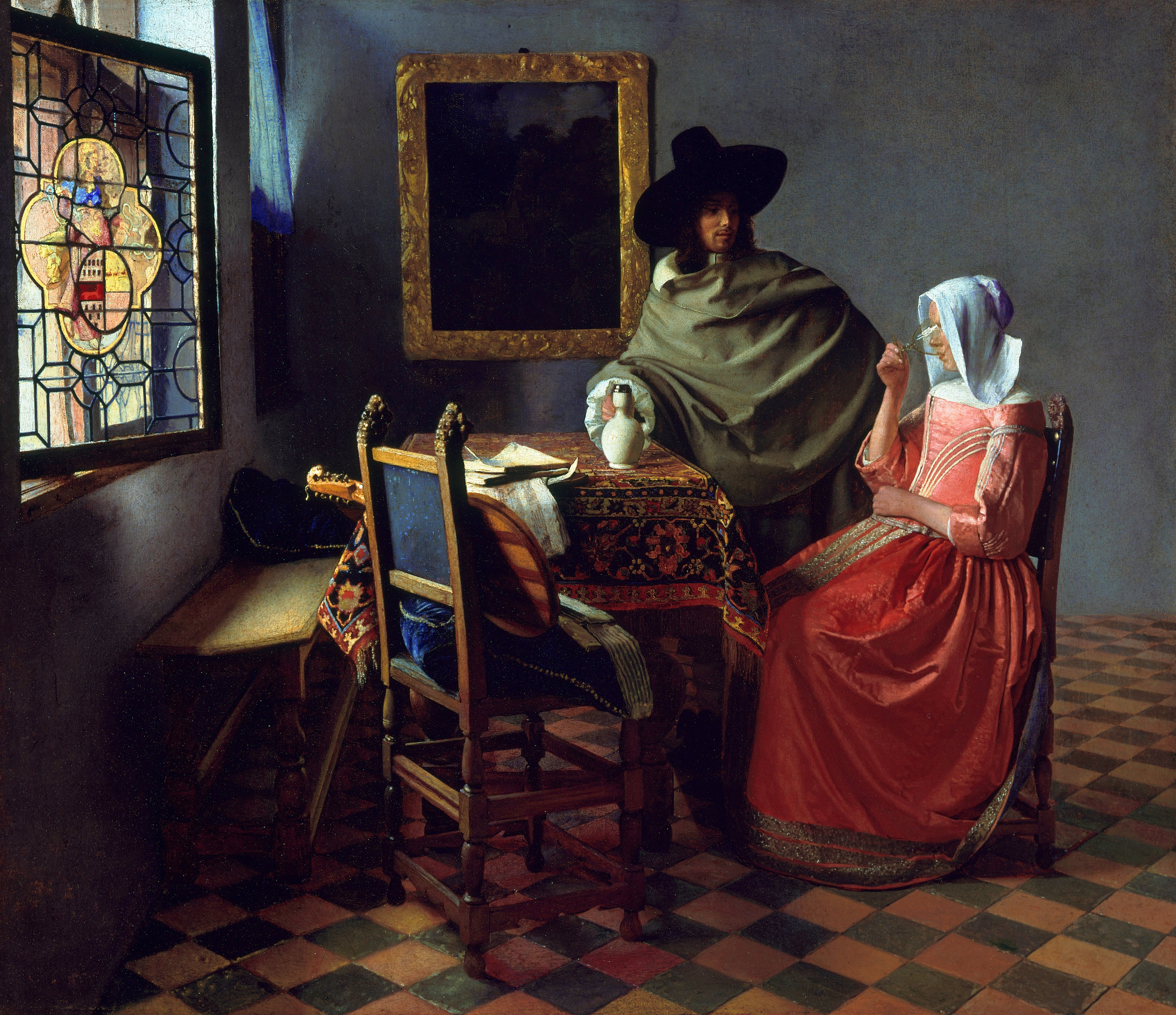
Dama bebiendo con un caballero, 1660.